# Interviews with My Lai Veterans
Pour plus de détails, voir Fiche technique et Distribution.
Interviews with My Lai Veterans est un court-métrage documentaire américain réalisé et produit par Joseph Strick, sorti en 1970.
Il a remporté l'Oscar du meilleur court métrage documentaire en 1971.

## Synopsis
Le film apporte des témoignages de cinq soldats à propos du Massacre de Mỹ Lai intervenu en mars 1968 lors de la guerre du Viet Nam, et ayant fait plus de 500 victimes dont beaucoup de femmes, enfants et vieillards. Sur les 110 soldats qui ont participé au massacre, sept ayant démissionné de l'armée acceptent de témoigner, mais deux mentent en affirmant n'y avoir pas participé, et leur témoignage n'est finalement pas retenu. Sur les cinq autres, trois essayent de se justifier.

## Fiche technique
- Réalisation :Joseph Strick
- Producteur : Joseph Strick
- Production :  Laser Film Corporation
- Directeur de la photographie : Richard Pearce, Haskell Wexler
- Montage : Sylvia Sarner
- Durée : 22 minutes

## Distribution
- Richard Hammer : voix

## Nominations et récompenses
- 1971 : Oscar du meilleur court métrage documentaire[3]